# Widukind de Saxònia

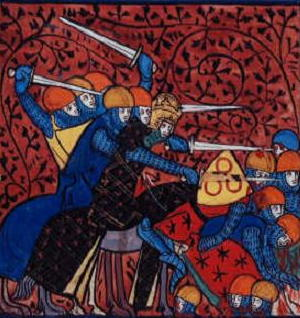
La lluita entre Carlemany i els saxons

Widukind (Westfàlia, ? – ?, 7 de gener del 810) fou un capitost saxó, personatge emblemàtic de la resistència saxona envers els francs durant les Guerres Saxones.
L'any 773 es va casar amb Geva, filla de Sigurd, rei d'Haithabu, un petit reialme existent a Noruega. D'aquest matrimoni va néixer un únic infant, Wigbert.
L'any 775 capitanejà la rebel·lió dels saxons contra la dominació del rei Carlemany, però fou derrotat després de diverses campanyes i hagué de sotmetre's i convertir-se, amb el seu poble, al cristianisme (785).
Widukind és la figura històrica darrera el rei saxó Guiteclin que es revolta contra Carlemany en la Chanson des Saisnes ("Cançó dels saxons", cançó de gesta francesa). Però, fora del nom, el personatge, presentat com un cabdill musulmà, està totalment allunyat del personatge històric.